# Cantonul Le Bouscat
Cantonul Le Bouscat este un canton din arondismentul Bordeaux, departamentul Gironde, regiunea Aquitania, Franța.

## Comune
- Le Bouscat (reședință)
- Bruges